# David Graham Phillips

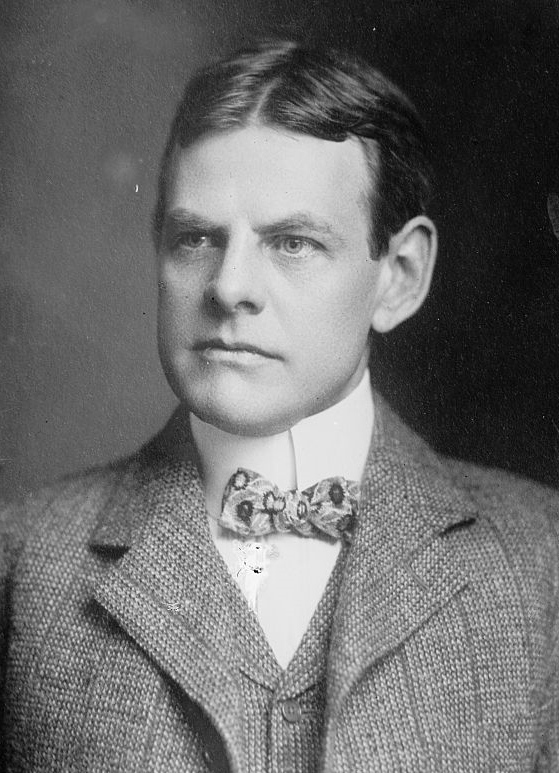
David Graham Phillips

David Graham Phillips (ur. 31 października 1867, zm. 24 stycznia 1911) – amerykański nowelista. 

## Życiorys
D.G. Phillips urodził się w Madison, w stanie Indiana. Po ukończeniu szkoły wyższej wstąpił do Asbury College, a potem do College of New Jersey. Edukację zakończył w roku 1887. Po skończeniu edukacji Phillips pracował jako reporter gazety w Cincinnati w stanie Ohio. Potem wyjechał do Nowego Jorku, gdzie został reporterem The Sun przez 3 lata, od 1890 do 1893 roku. Następnie przeszedł do New York World do roku 1902. W tym czasie napisał pierwszą powieść, The Great Good Success, która została wydana w roku 1901. Z czasem Phillips wyrobił sobie szacunek w świecie dziennikarzy i pisarzy. W roku 1911 został zastrzelony przed klubem Princenton Club w Nowym Jorku. Mordercą był muzyk, który wierzył, że powieść The Fashionable Adventures of Joshua Craig była wzorowana na jego rodzinie. 
Był członkiem Towarzystwa Fabiańskiego.